# 6-硝基喹哌嗪
6-硝基喹哌嗪（开发代号：DU-24565）是一种含氮有机化合物，化学式为C13H14N4O2，是一种喹哌嗪衍生物，能作为选择性的5-羟色胺再摄取抑制剂，用于科学研究，可在体外（in-vitro）抑制黑素細胞生成。